# Торэмен Апа-хан
Торэмен Апа-хан (кит. упр. 阿波可汗, пиньинь abokehan, палл. Або Кэхань), устар. Хан Далобянь, гр. Турум, фарси Абруй; личное тюркское имя Торэмен (законный), титул Апа-хан (старейший хан); личное имя кит. упр. 阿史那大逻便, пиньинь ashinadaluobian, палл. Ашина Далобянь — сын Мукан-кагана, хан аймака Або с 581 по 587 год.

## Биография

### Апа-хан. 581—584
Торэмен Апа-хан был старшим сыном Мукан-кагана от низкорождённой наложницы. Торэмен считался претендентом на престол каганата, и когда в 581 умер Таспар-каган, он должен был стать тюркским каганом. Но из-за своего низкого происхождения и неуживчивого характера Торэмен не пользовался поддержкой тюркской знати.
После смерти Таспар-кагана двоюродные братья Торэмена, сыновья Кара Иссык Хана по очереди займут престол. Ашина Шету став Бага-Ышбара ханом в 581 выделили Торэмену аймак Або (阿波系) в северных землях и назначил его туда Апа-хоном.
Апа-хан постепенно усилил свой удел и стал собирать дань с телесов, Куча, иву. В 583 Апа-хан отправился на войну против Суй, которую вёл каган. Войска Апа-хана потерпели поражение и каган заподозрил Апа-хана в сговоре с китайцами. Китайские дипломаты действительно встречались с Апа-ханом, желая уговорить его свергнуть Бага-Ышбара хана, и самому заняв престол, помириться с Суй.

### Гражданская война 584—587
В феврале-марте 584 каган напал на ставку Апа-хана и истребил его род, сам Торэмен отсутствовал. Узнав о случившимся, Апа-хан бежал к Кара-Чурин-Тюрку, джагбу Западного Каганата. Очень быстро Апа-хан смог собрать 100 000 войска, многие ханы присоединились к нему. В числе присоединившихся были ханы Дилэча (Дилеча, Тегин-шад) и Таньхань-хан (брат Кара-Чурин-Тюрка Турксанф в Истории Менанадра Протектора).
Трудно установить точно как продвигалась война, но известно, что Кара-Чурин быстро изменил свои симпатии и помирился с Суй, каган также помирился с Суй. Апа-хан был разбит каганскими войсками, а абары пленили его семью.
Покинутый союзниками, Апа-хан бежал на юг каганата в крепость Пайкенд около Бухары. Вскоре Апа-хан настроил против себя местное население; спасаясь от его жестокого правления, из области сбежали сначала богачи (они, якобы выстроили город Хамукат), потом стали роптать и простолюдины. Сговорившись, бухарцы обратились за помощью к Кара-Чурину.
Кара-Чурин и каган объединили войска для войны с Апа-ханом. В 587 около Бухары сошлись войска Апа-хана и объединённые силы каганата; Апа-хан был предан своими соратниками и попал в плен. По китайской версии войсками каганата командовал сам каган Чоллыг-Джагбу-Бага хан, по персидской версии поход возглавил сын Кара-Чурина Шири-Кишвара (скорее всего это Янг Соух-тегин), по греческой версии сам Кара-Чурин. По персидской версии Апа-хана схватили и бросили в мешок с пчёлами, а по греческой версии он погиб в бою. Все воины Апа-хана погибли в бою.